# Пйотр Стасік
Пйотр Стасік (пол. Piotr Stasik) — режисер, народився 1976 року. 
Він закінчив факультет суспільствознавства Варшавського університету. Пройшов курс навчання з документалістики в Школі кінорежисури Анджея Вайди. Голова Асоціації мистецьких ініціатив «ę» (Towarzystwo Inicjatyw Twórczych «ę»), що популяризує культурні заходи в невеликих містах.

## фільмографія
- Один за одним (2004)
- Мовчання ІІ (2005)
- 7 помножити на Москву (2005)
- Кіно для тебе: Ґдиня (2011)
- Анджей Вайда: Знімаймо (2009)
- Останній день літа (2010)
- Як зняти кіно (2011)
- Щоденник подорожі (2013)